# Лешникова черупка
Лешниковите черупки (Nucula nucleus) са вид миди от семейство Nuculidae.
Таксонът е описан за пръв път от Карл Линей през 1758 година.